# أنتوني بي. اكيرز
أنتوني بي. اكيرز (بالإنجليزية: Anthony B. Akers)‏ هو سفير ومحامي أمريكي، ولد في 19 أكتوبر 1914 في شارلوت في الولايات المتحدة، وتوفي في 1 أبريل 1976 في فريتسفيل بيتش في الولايات المتحدة.